# Kutlubey, Bekilli
Kutlubey là một thị trấn thuộc huyện Bekilli, tỉnh Denizli, Thổ Nhĩ Kỳ. Dân số thời điểm năm 2010 là 914 người.